# Zuidpleinflat
De Zuidpleinflat is een woontoren aan het Zuidplein in Rotterdam, in het stadsdeel Charlois, opgeleverd in 1949. Het ontwerp is hoofdzakelijk geleverd door Willem van Tijen en Ernest Groosman. Ten tijde van de oplevering was het het hoogste woongebouw van Europa.

## Geschiedenis
Tussen 1937 en 1938 stelde W.G. Witteveen het uitbreidingsplan op voor Rotterdam-Zuid, gebaseerd op de eerdere plannen van hemzelf en Granpré Molière vanaf 1927. In dit plan zouden er rondom het Zuidplein vijf woontorens worden gebouwd, waaronder de Zuidpleinflat. Na de Tweede Wereldoorlog werd dit aantal torens verminderd naar één, vanwege de hoge bouwkosten en materiaalschaarste.
De ontwerpopdracht werd in 1940 gegeven aan architect Willem van Tijen, maar werd gestaakt wegens de oorlog en de daaruit volgende bouwstop opgelegd door de bezetter.
Het eindontwerp werd geleverd door Van Tijen en Ernest Groosman rond 1946. Bij eerdere ontwerpen werkten ook Gerrit Rietveld, Jaap Bakema en Huig Maaskant mee. Het constructieve deel en de afwerking van de flat werden geleverd door de Hollandsche Beton Maatschappij.

### Val van glazenwasser
Op 6 oktober 1965 viel glazenwasser Koos Bosch bij de flat 35 meter naar beneden door het doorbreken van de houten vloer van de werkkooi. Een boom brak zijn val en Bosch - hoewel zwaargewond - overleefde de val. In 2015, 50 jaar na dato, plantte Bosch opnieuw een boom op de locatie.

## Architectuur
In tegenstelling tot eerdere galerijflats van Van Tijen, zoals de Plaslaanflat en de Bergpolderflat, heeft deze flat een betonskelet in plaats van een staalskelet. Ook de beoogde doelgroepen van het gebouw zijn anders dan de voorgaande flats. Waar zijn eerdere flatontwerpen waren gericht op algemene volkshuisvesting, was de Zuidpleinflat voornamelijk ontworpen voor alleenstaanden en kinderloze stellen.
Volgens Van Tijen zelf valt de flat te rekenen onder de shake-handsarchitectuur, waarin enerzijds wordt vastgehouden aan de ideologie van het functionalisme, maar ook traditionalistische elementen worden gebruikt.

## Galerij

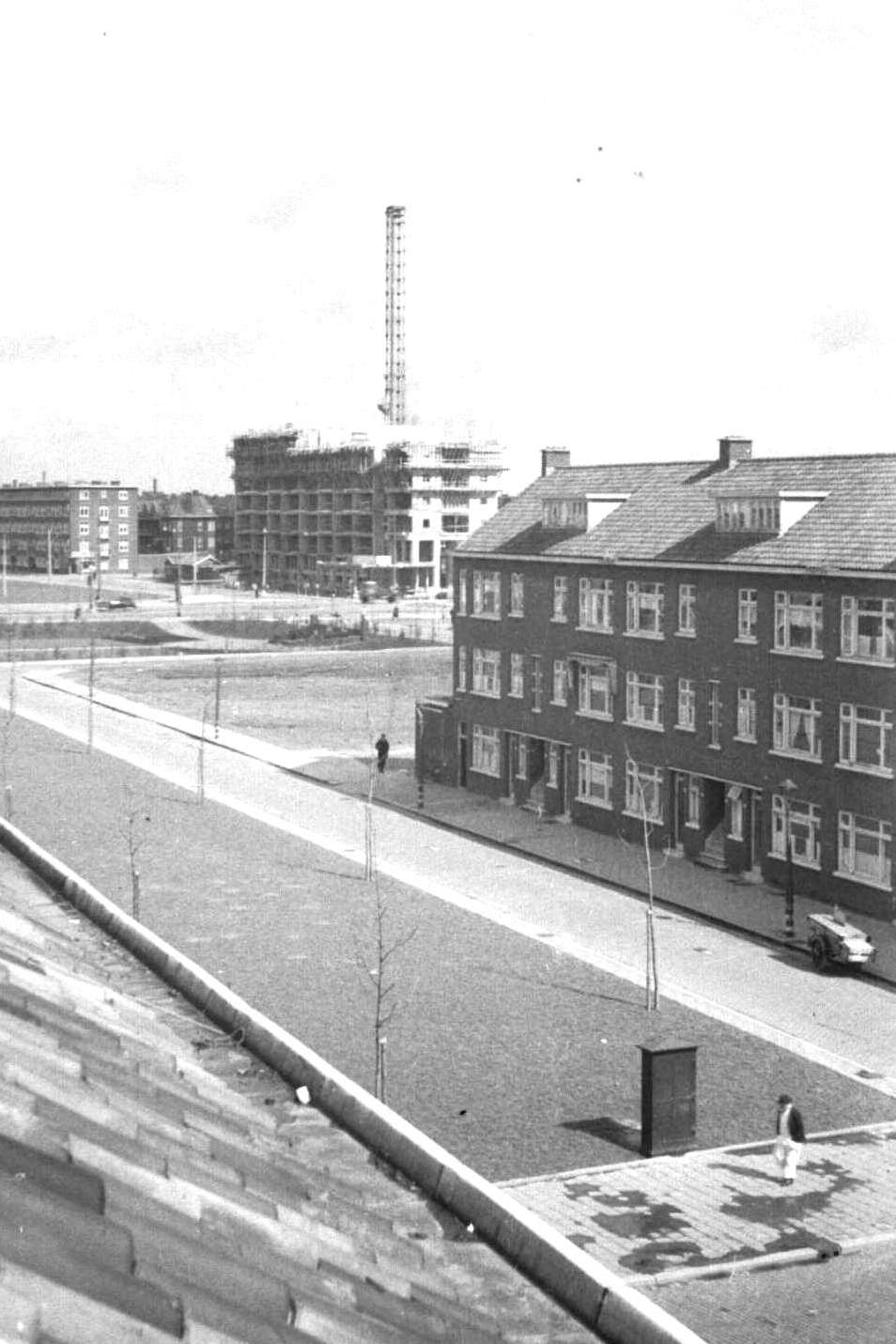
Tijdens de bouw
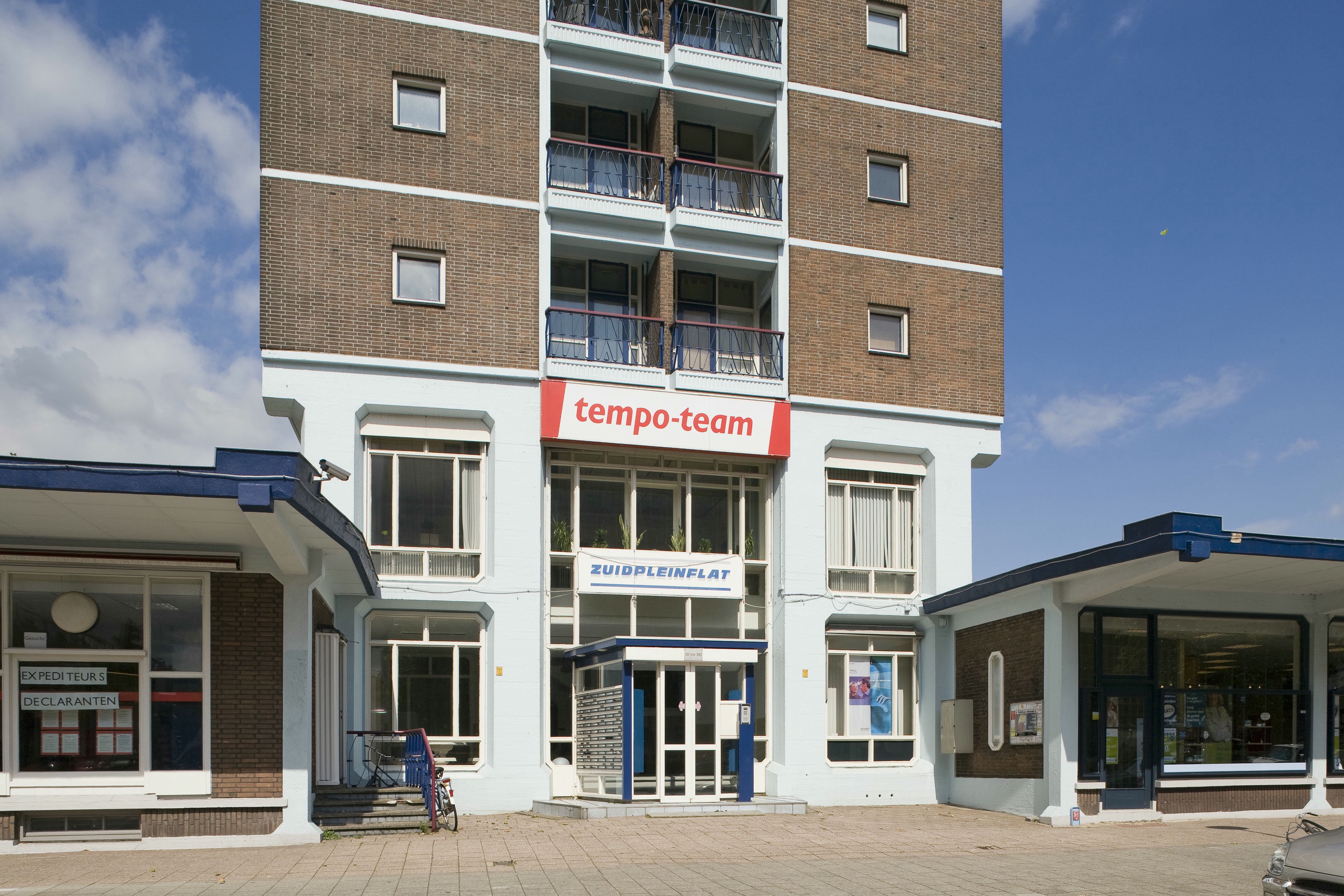
Ingang van de flat in 2007
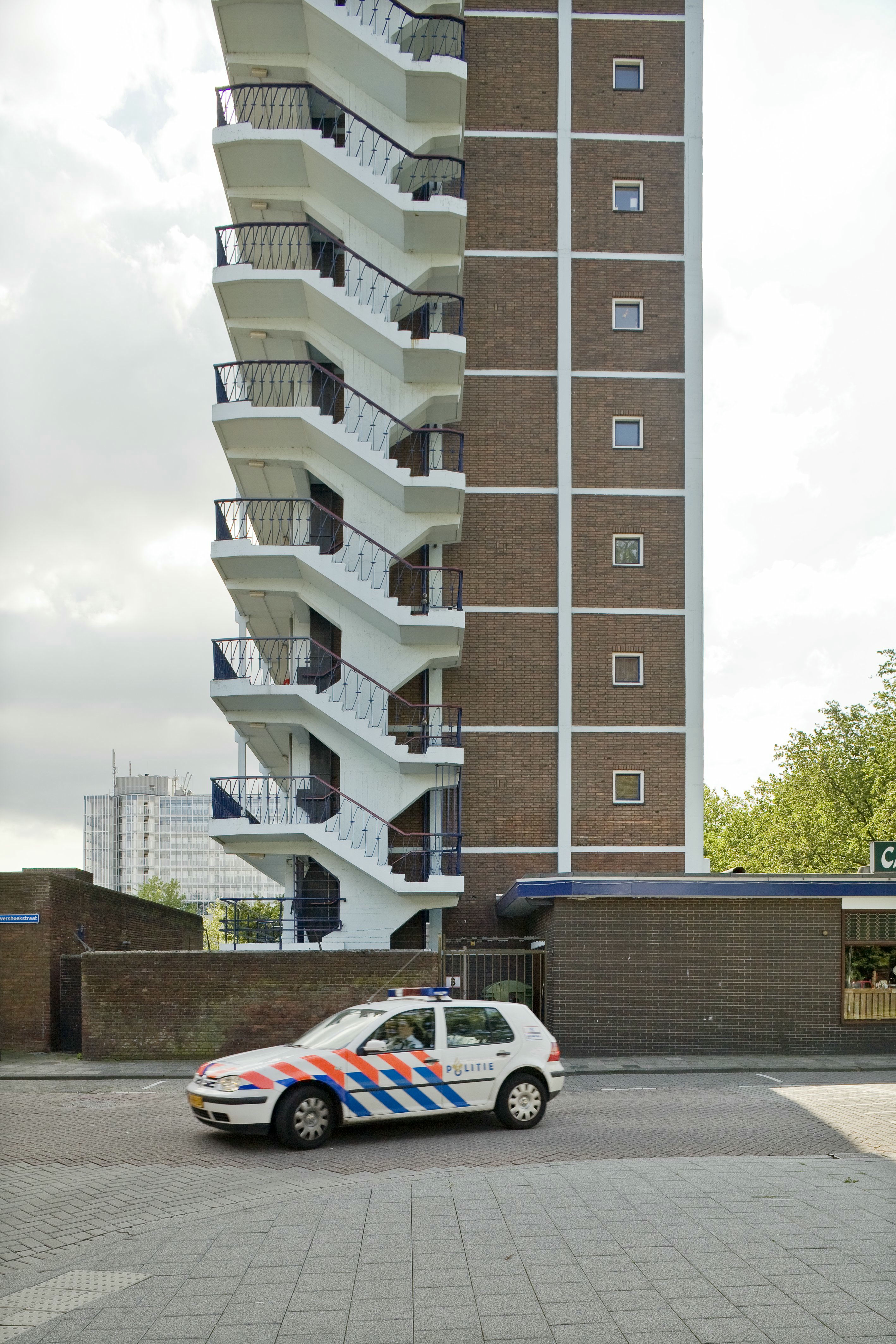
Trappenhuis
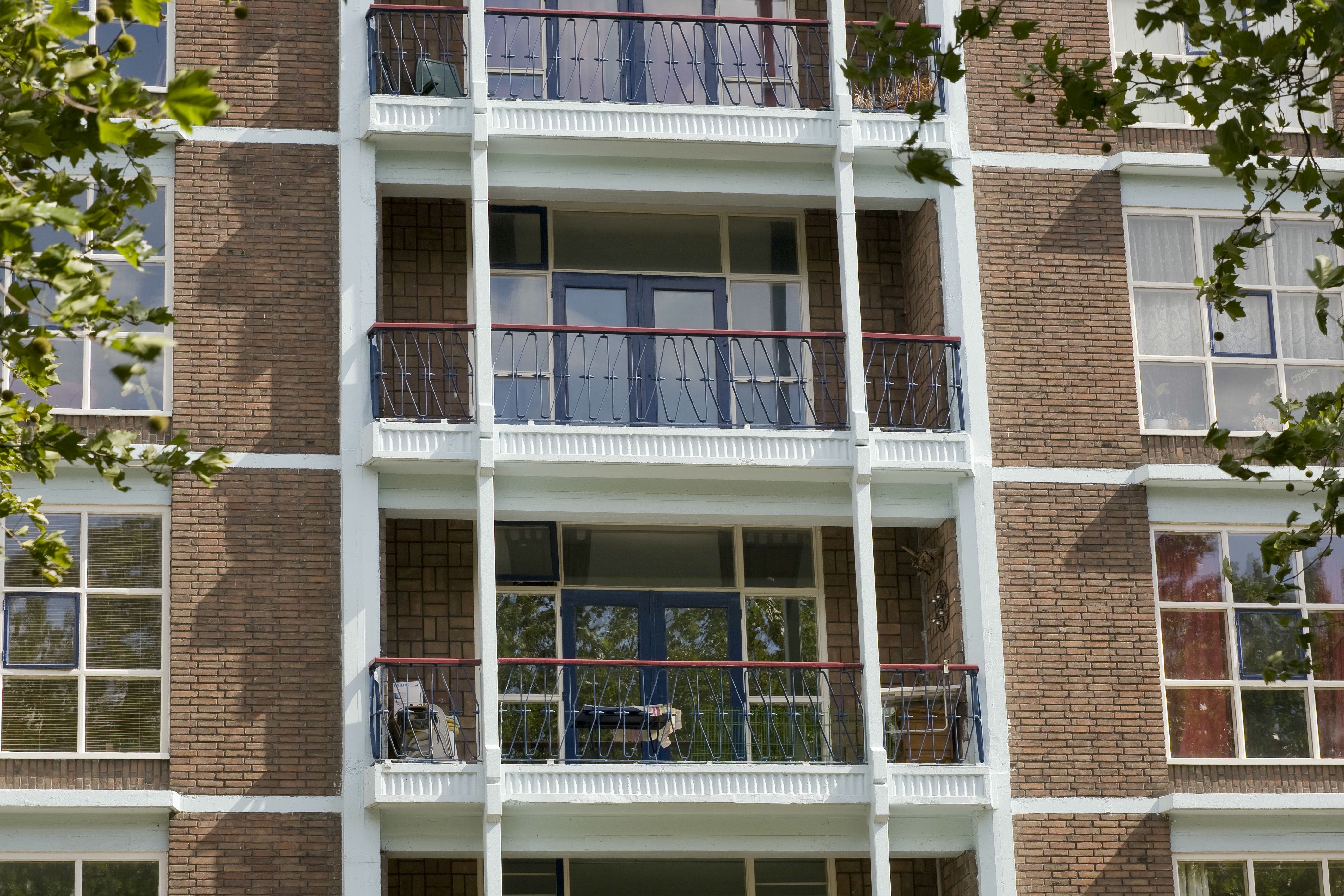
Balkon